# Mount Moriah
Mount Moriah je s nadmořskou výškou 3 678 metrů druhou nejvyšší horou pohoří Snake Range a pátou nejvyšší horou Nevady (počítáme-li prominenci vyšší než 200 metrů, je Mount Moriah, druhou nejvyšší horou Nevady po hoře Wheeler Peak). 
Hora leží na východě státu Nevada, v blízkosti hranice s Utahem, v kraji White Pine County, severně od nejvyšší hory pohoří Snake Range Wheeler Peak.
Západně od Mount Moriah se nachází údolí Spring Valley, východně údolí Snake Valley a jižně leží Národní park Great Basin.